# Димитър Янков
Димитър Янков е български художник живописец.

## Биография
Роден е на 8 май 1947 г. в Разград. Още докато е в гимназията, проявява интерес към Космоса. След като завършва средно специално образование, работи като строителен техник. Важен момент в творчеството му е срещата с варненския художник фантаст Стефан Лефтеров. Янков му споделя, че вече работи в обща на двамата насока. Те стават представители на българската фантастична живопис, развила се паралелно на зараждането на дейността на клубовете по фантастика и прогностика в страната.

## Стил и особености
Творчеството на Димитър Янков е предимно в посока на фантастичния пейзаж и сложната технология сред космическото пространство. Художникът търси образа на непознатото чрез внушението за едно разумно пространство, което дирижира хармонията на Вселената. Висока оценка на творчеството му е давана лично от космонавта Алексей Леонов, също художник в областта на фантастичната живопис. Двамата в продължение на няколко часа са имали възможност да споделят своите творчески виждания и опит.
Разградският художник споделя, че се вдъхновява от Винсент ван Гог, Вермеер, Рембранд и Салвадор Дали, чийто сюрреализъм има допир с космичното.

## Участия
От 1967 г. рисува на научнофантастична тематика, като творбите му са публикувани в редица издания в Съветския съюз, Полша, Унгария, Югославия, Япония и други. Участва в изложбите, съпътстващи фестивала „Еврокон“ в Полша (1976), Югославия (Словения, 1986), Унгария (1988), Румъния (1994) и България (2004). Има четири самостоятелни изложби тук, една в Чехословакия (1985) и една в Унгария (1988).

## Награди
- 1973 г. – Втора награда на сп. „Техника молодежи“ в конкурса „Време, пространство, човек“ (за живопис);
- 1975 г. – Лауреатски диплом от международния форум в Киев (за живопис);
- 1994 г. – Награда „Еврокон“ (за живопис).

## Творби
Янков е автор на корици и на илюстрации в печатни издания.

## Публикации в списания, вестници, книги
Статии, интервюта и репродукции в местния и чуждестранния печат за творчеството на Димитър Янков.
Всички долуописани публикации са налични в личния архив на Д. Янков
Списания:
1.    КРИЛЕ – 1986-1989 г. – корици и репродукции;
2.    ОГОНЕК – 2 репродукции, корица и статия;
3.    ТЕХНИКА МОЛОДЕЖИ – репродукции, 1973-1984 г.;
4.    КОСМОС – 1980-1986 г., корици и репродукции;
5.     ТЕРА - 2004 г., 2007 г., 2019 г. – първа корица;
6.    EXPO-85 – 1985 г.;
7.    ORPHIA – 2016 г. – статия;
8.    FANTERNET – 2016 EUROKON – Барселона – първа и четвърта корица;
9.    ОТЕЧЕСТВО – бр. 23 и 24, 1977 г. – репродукция;
10. БЪЛГАРСКИ ПРОФСЪЮЗИ – 1987 г., стр. 24-25 – статия и 4 репродукции;
11. РОДОЛЮБИЕ – бр.4 /52/, 1987 г. - първа корица;
12. ПРОБЛЕМИ НА ИЗКУСТВОТО – бр. 2, 1982 г. – репродукция;
13. INTER PRESS GRAFIK – бр. 4, 1974 г. – три цветни репродукции и статия;
14. HUNGARA VIVO – репродукция на 1-ва корица;
15. ORPHIA – бр. 1, 1990 г. – английски – корица и репродукции;
16. АЛМАТЕЯ – руски – статия;
17. ДНЕС И УТРЕ - бр. 9, 1979 г. – репродукции и статия;
18. ПОСОКИ – бр. 2, 1985 г. – корица и интервю;
19. ФЕП - 1989 г., - статия;
20. СОВЕТСКИЙ ФИЛЬМ – 1975 г.;
21. МОДЕЛИ – 1989 г., корица.
Вестници:
1.    ОРБИТА – 1976-1985 г.;
2.    ТРУД – 1987 г., 28.03.;
3.    ТРУД – 1994 г., 02.06.;
4.    АБВ – 1983 г., 26.04.;
5.    АБВ – 1986 г., 06.05.;
6.    РАБОТНИЧЕСКО ДЕЛО – 1987 г., 19.01.;
7.    РАБОТНИЧЕСКО ДЕЛО – 1976 г., 26.09;
8.    СТАНДАРТ – 1994 г., 05.06;
9.    АНТЕНИ -1980 г., 18.06.;
10. ПУЛС – 1980 г., 24.06.;
11. ЗЕМЕДЕЛСКО ЗНАМЕ – 1985 г.;
12. ЕКИП 7 – 2010 г., 07.04;
13. ЛУДОГОРСКА ПРАВДА - 1968 год., 29.06.;
14. НОВО ЛУДОГОРИЕ – различни броеве;
15. ЖИВОТВОРНА СИЛА - 1988 г., 1994 г.;
16. ГЛЕДИЩА – 1991 г., 1994 г.
Книги:
1.    ВАЯНИЯ – 2004 г., 2005 г., 2007 г. – репродукции;
2.    ВЕНЕРИАНСКИ ТЪРГОВЦИ – 1992 г. – първа корица;
3.    СМЪРТ НА МАРС – трилър – корица;
4.    САФАРИ – новели, автор Надежда Чобанова – 2007 г.;
5.    ПРОГНОСТИКА , ФАНТ. СВЕТОГЛЕД – 1981 г. – първа корица;
6.    ФАНТАСТИКА – алманах – 2010/2011 г. – първа корица.